# Coleophora crocogrammos
Coleophora crocogrammos é uma espécie de mariposa do gênero Coleophora pertencente à família Coleophoridae.